# Lump of Sugar
Lump of Sugar（ランプ オブ シュガー）は、日本の有限会社ランプオブシュガーによる美少女ゲーム（アダルトゲーム）制作ブランド。

## 概要
2005年4月より活動開始。原画担当に同人サークル「ZIP」のイラストレーターである萌木原ふみたけおよび、同人サークル「無人少女」の梱枝りこを起用（『PrismRhythm -プリズムリズム-』を除く）。主にファンタジー系の恋愛アドベンチャーゲームを制作している。
2005年11月25日に第1作『Nursery Rhyme -ナーサリィ☆ライム-』、2007年1月26日に第2作『いつか、届く、あの空に。』を発売した。2007年8月17日に両作品のキャラクターが登場するデスクトップアクセサリー『しゅが☆ぽ!』も発売。『いつか、届く、あの空に。』はPlayStation 2版『いつか、届く、あの空に。 〜陽の道と緋の昏と〜』もリリースされた。2008年7月11日には第3作『タユタマ -Kiss on my Deity-』も発売された。 
マスコットキャラクターは、『Nursery Rhyme -ナーサリィ☆ライム-』のアズラエル。通称アズ様。
2007年9月13日から毎月第2・4金曜日にインターネットラジオ『Lump of Sugar 放送部』（パーソナリティ：なかせひな・ひろりん）が、2009年3月9日より隔週月曜日に『タユタマらじお -昼下がりの嫁たち-』（パーソナリティ：力丸乃りこ・下田麻美）が音泉より配信されていた。
2009年4月から6月には、『タユタマ -Kiss on my Deity-』がテレビアニメとして各地でOAされた。
他にも、なかせひな と、Lumpスタッフであるひろりん、萌木原ふみたけで「UMA」（ゆーま）というユニットを組んで楽曲活動を行っている。楽曲は美少女ゲームメーカー業界特有の制作話や苦労話をネタに制作されたものが多い。2009年10月23日よりスターローズレーベルにて彼らのインターネットラジオ『UMA×UMA』が配信開始された。
ブランド名は、角砂糖をコーヒーに入れると甘さと苦さがちょうどよくなることから、ほどよい甘さと苦さが後味になるようなゲームを作りたいという願いを込めて「Lump of Sugar」となった。
2016年12月に、初の姉妹ブランドとなる「QUINCE SOFT」（クインスソフト）を発足した。ブランド発足のきっかけは、姉妹ブランドとしてLumpのよさを継承しつつ、まったく新しいカラーの作品を制作するためとかっぱＰが述べている。

## 作品リスト

### Lump of Sugar
| #    | 発売日         | タイトル                                                        | 原画                                            | シナリオ                                           |
| ---- | -------------- | --------------------------------------------------------------- | ----------------------------------------------- | -------------------------------------------------- |
| 1    | 2005年11月25日 | Nursery Rhyme -ナーサリィ☆ライム-                               | 萌木原ふみたけ                                  | 澁澤晴明、大三元、高嶋栄二、秋史恭                 |
| 2    | 2007年1月26日  | いつか、届く、あの空に。                                        | 萌木原ふみたけ                                  | 朱門優                                             |
| N/A  | 2007年8月17日  | いつ空&ナーサリィ☆ライム デスクトップアクセサリー「しゅが☆ぽ!」 | N/A                                             | N/A                                                |
| 3    | 2008年7月11日  | タユタマ -Kiss on my Deity-                                     | 萌木原ふみたけ                                  | 史方千尋                                           |
| 3FD  | 2009年5月29日  | タユタマ -It's happy days-                                      | 萌木原ふみたけ                                  | 史方千尋、てつじん、高嶋栄二                       |
| 4    | 2010年5月28日  | PrismRhythm -プリズムリズム-                                    | たにはらなつき、せせなやう                      | セロリ、がのす、Hatsu                              |
| 5    | 2010年12月17日 | Hello,good-bye                                                  | 萌木原ふみたけ                                  | てつじん                                           |
| 6    | 2011年8月26日  | ダイヤミック・デイズ                                            | せせなやう                                      | セロリ、てつじん、AtH、あおいひなた、姫ノ木あく    |
| 7    | 2012年1月27日  | 学☆王 -THE ROYAL SEVEN STARS-                                   | 梱枝りこ、奏ナコト(サブキャラ原画)              | しげた、二葉つばさ、唯の言葉                       |
| 7FD  | 2012年8月10日  | 学☆王 -It's Heartful Days-                                      | 梱枝りこ                                        | しげた、唯の言葉                                   |
| 8    | 2012年10月26日 | 花色ヘプタグラム                                                | 萌木原ふみたけ                                  | セロリ、てつじん                                   |
| 9    | 2013年5月31日  | Magical Charming!                                               | 梱枝りこ                                        | しげた、てつじん、二葉つばさ、冬茜トム             |
| 10   | 2014年1月31日  | 世界と世界の真ん中で                                            | 萌木原ふみたけ                                  | セロリ、てつじん、市川環                           |
| 11   | 2014年10月31日 | 運命線上のφ                                                     | 萌木原ふみたけ、ななろば華、あゆや              | しげた、冬茜トム 他                                |
| 12   | 2015年5月29日  | 恋想リレーション                                                | 萌木原ふみたけ、ななろば華                      | セロリ、assault、保桜                              |
| 13   | 2015年11月27日 | コドモノアソビ                                                  | 萌木原ふみたけ、ななろば華 、あにぃ、羽鳥ぴよこ | 保住圭、しげた、保桜、水月紗鳥                     |
| 14   | 2016年9月23日  | タユタマ2 -you're the only one-                                 | 萌木原ふみたけ                                  | 沖田露集                                           |
| 14FD | 2017年4月28日  | タユタマ2 -After Stories-                                       | 萌木原ふみたけ、奏ナコト                        | 沖田露集                                           |
| 15   | 2018年1月26日  | 縁りて此の葉は紅に                                              | 萌木原ふみたけ、奏ナコト                        | 水月紗鳥、てつじん、芳井一                         |
| 16   | 2019年8月30日  | 若葉色のカルテット                                              | 萌木原ふみたけ、奏ナコト                        | 水月紗鳥、てつじん、玉城琴也、保桜                 |
| 17   | 2020年6月26日  | ねこツク、さくら。                                              | 萌木原ふみたけ、奏ナコト                        | 天野スズメ、七央結日、中島大河、尼子士、白鳥とんぼ |
| 18   | 2021年5月28日  | まどひ白きの神隠し                                              | 萌木原ふみたけ、奏ナコト、流かさね              | 水瀬拓未、七央結日、御厨みくり、セロリ、中島大河   |
| 19   | 2022年6月24日  | ゆまほろめ 時を停めた館で明日を探す迷子たち                     | 萌木原ふみたけ、流かさね                        | 中島大河                                           |
| 20   | 2022年12月23日 | アルカナ・アルケミア                                            | 萌木原ふみたけ、流かさね                        | 泰良則充、中島大河、玉城琴也、海音瑠奈             |
| 21   | 2023年7月28日  | 遥か碧の花嫁に                                                  | 萌木原ふみたけ、流かさね                        | 玉城琴也、詠野万知子、泰良則充                     |

### QUINCE SOFT
| # | 発売日         | タイトル                       | 原画                         | シナリオ                                           |
| - | -------------- | ------------------------------ | ---------------------------- | -------------------------------------------------- |
| 1 | 2017年9月29日  | もののあはれは彩の頃。         | ななろば華                   | 冬茜トム                                           |
| 2 | 2019年12月20日 | あにまる☆ぱにっく              | 宮坂みゆ、宮坂なこ、流かさね | 山蕗順平、ワゴコロ、しげた                         |
| 3 | 2021年1月29日  | ごほうしアクマとオシオキてんし | るび様、ももいろね、まろやか | 逆神紅夜、玉沢円、時田シャケ、藤宮ひいろ、屋嶋コト |
| 4 | 2023年11月24日 | リトルプリンセスGO!            | よしだみんと                 | 天野スズメ、坂道アリス、朱城紅輝、白鳥とんぼ       |

### コラボレーション作品
| #   | 発売日        | タイトル  | 原画           | シナリオ | 備考                                                            |
| --- | ------------- | --------- | -------------- | -------- | --------------------------------------------------------------- |
| N/A | 2023年4月28日 | 瑠璃櫻    | 萌木原ふみたけ | 雪仁     | Lump of Sugar × スミレ名義。全年齢作品                          |
| N/A | 2024年8月30日 | きら☆かの | 萌木原ふみたけ | 保桜     | あざらしそふと10周年記念企画第2弾で、あざらしそふととの共同制作 |

## 主なスタッフ
- プロデューサー
  - かわうそ
- AD
  - 若津一海
- シナリオライター
  - てつじん
- 原画
  - 萌木原ふみたけ
  - せせなやう
  - 梱枝りこ
- グラフィッカー
  - ひろりん
  - 安威拓郎
  - すみっ子
  - たけじん
- 広報
  - たまちゃん
  - すぎた
  - ろっしー[7][8]

## 元スタッフ
- ディレクター
  - 水月紗鳥 - 2023年6月30日を以て退社し、フリーランスで活動している[9]
- ディレクター・グラフィッカー
  - 神無月梢[10]

- AD
  - 若津一海[11]

- 広報
  - ㌧様[12]